# Frauke Nahrgang
Frauke Nahrgang (* 25. Juli 1951 in Stadtallendorf) ist eine deutsche Autorin von Kinderbüchern.

## Leben und Wirken
Sie war hauptberuflich Grundschullehrerin. Als ihre beiden Kinder klein waren, hat sie ihnen immer gern vorgelesen und schließlich eigene Geschichten für sie erfunden. Inzwischen hat sie zahlreiche Bilder- und Kinderbücher veröffentlicht. Ihr Bilderbuch Die Kuh Rosalinde diente als Vorlage für das Theaterstück Die Kuh Rosmarie von Andri Beyeler.
In einigen Büchern spiegelt sich ihre Leidenschaft zum Fußball wider. Dazu gehört die Buchreihe Teufelskicker, eine Fußballserie für Kinder im Grundschulalter, die in mehrere Sprachen übersetzt und verfilmt wurde. Hauptdarsteller sind die Kölner Teen-Rock-Band Apollo 3 und daneben Diana Amft, Benno Fürmann, Armin Rohde und Reiner Schöne.
Frauke Nahrgang lebt zusammen mit ihrem Mann und ihren beiden Kindern in Stadtallendorf.

## Werke

### Kinder- und Jugendliteratur

#### Bilderbücher
- Die Kuh Rosalinde. Illustrationen von Winfried Opgenoorth. Ellermann Verlag, 1990. ISBN 3-7707-6314-9.
- Charly bei der Feuerwehr: eine spannende Sachgeschichte über die Feuerwehr. Illustrationen von Wolfgang Metzger. Maier Verlag, 1992. ISBN 3-473-33439-1.
- Jetzt bauen wir ein Haus: eine spannende Sachgeschichte rund um den Hausbau. Illustrationen von Wolfgang Metzger. Maier Verlag, 1992. ISBN 3-473-33436-7.
- Tine und die Eisenbahn: eine spannende Sachgeschichte rund um die Eisenbahn. Illustrationen von Marlies Rieper-Bastian. Maier Verlag, 1993. ISBN
- Was ein Tag alles bringt. Illustrationen von Marlies Rieper-Bastian. Maier Verlag, 1993. ISBN 3-473-33441-3.
- Die Maus geht zum Markt. Illustrationen von Michael Schober. Boje Verlag, 1993. ISBN 3-414-80212-0.
- Drei Räuber mit Schwein. Illustrationen von Frank Ruprecht. Boje Verlag, 1993. ISBN 3-414-81876-0.
- Emilys allerbester Freund. Illustrationen von Margret Lochner. Boje Verlag, 1993. ISBN 3-414-81733-0.
- Mit Opa in der Stadt. Illustrationen von Wolfgang Metzger. Maier Verlag, 1993. ISBN 3-473-33443-X.
- Haustikausti. Illustrationen von Maren Briswalter. Anrich Verlag, 1993. ISBN 3-89106-999-5.
- Oma Karlson hat Geburtstag. Illustrationen von Ingolf Hetscher. Boje Verlag, 1994. ISBN 3-414-81734-9.
- Ein Supertag für Maus. Illustrationen von Michael Schober. Boje Verlag, 1994. ISBN 3-414-81850-7.
- Komm mit in die Schule. Illustrationen von Siglint Kessler. Ravensburger Buchverlag, 1995. ISBN 3-473-33445-6.
- Rita und Till. Illustrationen von Ursula Kirchberg. Ellermann Verlag, 1995. ISBN 3-7707-6367-X.
- Papa in Panik. Illustrationen von Philip Waechter. Ellermann, 1995. ISBN 3-7707-6370-X.
- Warum der kleine Waschbär so gerne Seife mag und andere Geschichten. Illustrationen von Markus Grolik. Ravensburger Buchverlag, 1996. ISBN 3-473-33930-X.
- 1, 2, 3 ... Piraten kommt herbei. Illustrationen von Marlies Rieper-Bastian. Ravensburger Buchverlag, 1996. ISBN 3-473-33364-6.
- Ein Geschenk für Mama Dachs. Illustrationen von Regine Altegoer. Ravensburger Buchverlag, 2000. ISBN 3-473-33959-8.
- Komm, wir sind Freunde! Illustrationen von Michael Schober. Ravensburger Buchverlag, 2002. ISBN 3-473-31066-2.
- Hilfe für den Weihnachtsmann. Illustrationen von Dagmar Henze. Ellermann Verlag, 2002. ISBN 3-7707-3143-3.
- Poldi feiert ein Gespensterfest. Illustrationen von Susanne Schulte. Edition Bücherbär im Arena Verlag, 2002. ISBN 3-401-07958-1.
- Simsalabim und der große Sternenzauber. Illustrationen von Eva Schöffmann-Davidov. Edition Bücherbär im Arena Verlag, 2003. ISBN 3-401-08438-0.
- Die geheimnisvolle Weihnachtspost: eine Weihnachtsgeschichte mit echten Briefen. Illustrationen von Oliver Regener. Edition Bücherbär, 2003. ISBN 3-401-08523-9.
- Das verschwundene Weihnachtsgeschenk: eine Rategeschichte mit echter Detektivlupe. Illustrationen von Ute Krause. Edition Bücherbär im Arena Verlag, 2003. ISBN 3-401-08530-1.
- Hier kommt die Feuerwehr. Illustrationen von Marion Kreimeyer-Visse. Ravensburger Buchverlag, 2003. ISBN 3-473-33053-1.
- Julia traut sich – ein bisschen: eine Vorlesegeschichte über Schüchternheit. Illustrationen von Betina Gotzen-Beek. Ravensburger Buchverlag, 2003. ISBN 3-473-33088-4.
- Nele und die kleine Prinzessin. Illustrationen von Frauke Bahr. Edition Bücherbär im Arena Verlag, 2004. ISBN 3-401-08468-2.
- Hier kommt die Eisenbahn. Illustrationen von Marion Kreimeyer-Visse. Ravensburger Buchverlag, 2005. ISBN 3-473-33064-7.
- Schnuffel Superhund hilft immer. Illustrationen von Michael Schober. Edition Bücherbär, 2006. ISBN 978-3-401-08754-2.
- Weihnachtspost im Winterwald: eine Weihnachtsgeschichte mit echten Briefen. Illustrationen von Oliver Regener. Edition Bücherbär, 2006. ISBN 978-3-401-08796-2.
- Ein zauberhafter Schulanfang. Illustrationen von Frauke Bahr. Edition Bücherbär, 2006. ISBN 978-3-401-08993-5.
- Seit es dich gibt, ist alles anders ... Illustrationen von Andrea Hebrock. cbj Verlag, 2007. ISBN 978-3-570-13352-1.
- Einen Freund wie dich gibt's nicht noch einmal. Illustrationen von Andrea Hebrock. cbj Verlag, 2007. ISBN 978-3-570-13353-8.
- Fridolin im Anglerglück. Illustrationen von Ana Weller. Ravensburger Buchverlag, 2009. ISBN 978-3-473-32353-1.
- Spiel mit Prinzessin Pünktchen! Illustrationen von Katja Senner. Ravensburger Buchverlag, 2009. ISBN 978-3-473-31490-4.
- Weißt du schon, wie spät es ist? Illustrationen von Jutta Timm. Ravensburger Buchverlag, 2009. ISBN 978-3-473-32388-3.
- Wieso? Weshalb? Warum? Junior: Mein Laufrad. Illustrationen von Susanne Szesny. Ravensburger Buchverlag, 2010. ISBN 978-3-473-32833-8.
- Mein erstes Zahnputzbuch. Illustrationen von Katja Senner. Ravensburger Buchverlag, 2011. ISBN 978-3-473-32462-0.
- Finchen, die kleine Fee: meine liebste Feengeschichte. Illustrationen von Ana Weller. Ravensburger Buchverlag, 2011. ISBN 978-3-473-32428-6.
- Ein Ostergeschenk vom kleinen Hasen. Illustrationen von Eva Spanjardt. Ravensburger Buchverlag, 2011. ISBN 978-3-473-32461-3.

Bilderbuchreihe: Mini-Bilderspaß
- Struppi findet heim! Illustrationen von Silke Voigt. Ravensburger Buchverlag, 2002. ISBN 3-473-69605-6.
- Theo – kleiner Kater auf dem Bauernhof. Illustrationen von Silke Voigt. Ravensburger Buchverlag, 2002. ISBN 3-473-69605-6.
- Was ist los auf der Baustelle? Illustrationen von Stefan Seelig. Ravensburger Buchverlag, 2002. ISBN 3-473-69605-6.
- Unterwegs mit der Eisenbahn. Illustrationen von Niklas Böwer. Ravensburger Buchverlag, 2008. ISBN 978-3-473-32094-3.
- Unterwegs mit dem Müllauto. Illustrationen von Niklas Böwer. Ravensburger Buchverlag, 2008. ISBN 978-3-473-32093-6.
- Unterwegs auf der Baustelle. Illustrationen von Stefan Seelig. Ravensburger Buchverlag, 2008. ISBN 978-3-473-32092-9.
- Unterwegs mit dem Flugzeug. Illustrationen von Sebastian Coenen. Ravensburger Buchverlag, 2008. ISBN 978-3-473-32091-2.
- Donnerlittchen und das Hexenfest. Illustrationen von Susanne Wechdorn. Ravensburger Buchverlag, 2010. ISBN 978-3-473-32198-8.
- Verwünscht noch mal, kleiner Zauberer. Illustrationen von Dirk Hennig. Ravensburger Buchverlag, 2010. ISBN 978-3-473-32266-4.
- Ein Freund für Vampir Valentin. Illustrationen von Dirk Hennig. Ravensburger Buchverlag, 2010. ISBN 978-3-473-32199-5.

#### Erstlesebücher
- Der ABC-Bär: Paul bei den Piraten. Illustrationen von Annette Fienieg. Edition Bücherbär im Arena Verlag, 1997. ISBN 3-401-07405-9.
- Der ABC-Bär: Ein Fest für Milly Maus. Illustrationen von Susanne Schwandt. Edition Bücherbär im Arena Verlag, 1997. ISBN 3-401-07402-4.
- Der ABC-Bär: Katrina und Simon auf Schatzsuche. Illustrationen von Dorothea Tust. Edition Bücherbär im Arena Verlag, 1997. ISBN 3-401-07403-2.
- Der ABC-Bär: Clown Zippo macht Quatsch. Illustrationen von Silke Voigt. Edition Bücherbär im Arena Verlag, 1997. ISBN 3-401-07404-0.
- Der ABC-Bär: Ein Schultag mit Clown Zippo. Illustrationen von Silke Voigt. Edition Bücherbär im Arena Verlag, 1998. ISBN 3-401-07472-5.
- Der ABC-Bär: Milly Maus und die Wundermedizin. Illustrationen von Susanne Schwandt. Edition Bücherbär im Arena Verlag, 1998. ISBN 3-401-07474-1.
- Der ABC-Bär: Ein Tor in letzter Minute. Illustrationen von Sabine Kraushaar. Edition Bücherbär im Arena Verlag, 1998. ISBN 3-401-07475-X.
- Der ABC-Bär: Ein toller Geburtstag. Illustrationen von Magdalene Hanke-Basfeld. Edition Bücherbär im Arena Verlag, 1998. ISBN 3-401-07473-3.
- Der ABC-Bär: Grusella in Aktion. Illustrationen von Corina Beurenmeister. Edition Bücherbär im Arena Verlag, 1998. ISBN 3-401-07528-4.
- Der ABC-Bär: Laura spielt Detektiv. Illustrationen von Annette Fienig. Edition Bücherbär im Arena Verlag, 1998. ISBN 3-401-07527-6.
- Der ABC-Bär: Fußballgeschichten. Illustrationen von Dagmar Henze. Edition Bücherbär im Arena Verlag, 1998. ISBN 3-401-07311-7.
- Der ABC-Bär: Ein toller Schulausflug. Illustrationen von Annette Fienieg. Edition Bücherbär im Arena Verlag, 1999. ISBN 3-401-07652-3.
- Der ABC-Bär: Merlinos Zauberstunde. Illustrationen von Corina Beurenmeister. Edition Bücherbär im Arena Verlag, 1999. ISBN 3-401-07666-3.
- Der ABC-Bär: Moritz in der neuen Klasse. Illustrationen von Heike Vogel. Edition Bücherbär im Arena Verlag, 1999. ISBN 3-401-07665-5.
- Der ABC-Bär: Luna fliegt los. Illustrationen von Pia Eisenbarth. Edition Bücherbär im Arena Verlag, 1999. ISBN 3-401-07653-1.
- Der Bücherbär: Nur Mut, Lena!. Illustrationen von Jutta Garbert. Edition Bücherbär im Arena Verlag, 2000. ISBN 3-401-07668-X.
- Der Bücherbär: Luno und der blaue Planet. Illustrationen von Katja Schubert. Arena Verlag, 2000. ISBN 3-401-07839-9.
- Der Bücherbär: Kleiner Ritter Drachenschreck. Illustrationen von Johannes Gerber. Edition Bücherbär im Arena Verlag, 2001. ISBN 3-401-08162-4.
- Viel Spaß in der Schule! Kurze Geschichten zum Lesenlernen. Edition Bücherbär im Arena Verlag, 2000. ISBN 3-401-07865-8.
- Mehr Spaß in der Schule! Neue kurze Geschichten zum Lesenlernen. Edition Bücherbär im Arena Verlag, 2001. ISBN 3-401-07842-9.
- Alles klar in der Schule! Kurze Geschichten zum Lesenlernen. Illustrationen von Magdalene Hanke-Basfeld. Edition Bücherbär im Arena Verlag, 2001. ISBN 3-401-08160-8.
- Der Bücherbär: Auch Hexen müssen in die Schule. Illustrationen von Günter Wongel. Edition Bücherbär im Arena Verlag, 2002. ISBN 3-401-08161-6.
- Der Bücherbär: Detektiv Flitz und die rätselhaften Briefe. Illustrationen von Uli Gleis. Edition Bücherbär im Arena Verlag, 2002. ISBN 3-401-08241-8.
- Der Bücherbär: Maries neuer Schulfreund. Illustrationen von Corina Beurenmeister. Edition Bücherbär im Arena Verlag, 2002. ISBN 3-401-08323-6.
- Schule mit Spaß: Kurze Geschichten zum Lesenlernen. Edition Bücherbär im Arena Verlag, 2003. ISBN 3-401-08344-9.
- Der Bücherbär: Der verzauberte Drache. Illustrationen von Jutta Garbert. Edition Bücherbär im Arena Verlag, 2003. ISBN 3-401-08385-6.
- Der Bücherbär: Das Geheimnis vom Drachenland. Illustrationen von Johannes Gerber. Edition Bücherbär im Arena Verlag, 2004. ISBN 3-401-08544-1.
- Der Bücherbär: Piratengeschichten. Illustrationen von Gabi Selbach. Edition Bücherbär im Arena Verlag, 2004. ISBN 3-401-08342-2.
- Der Bücherbär: Der kleine Ritter und das Drachenei. Illustrationen von Johannes Gerber. Edition Bücherbär, 2005. ISBN 3-401-08905-6.
- Der Bücherbär: Abenteuerinsel-Geschichten: mit Fragen zum Leseverständnis. Illustrationen von Irmgard Paule. Edition Bücherbär, 2006. ISBN 978-3-401-08873-0.
- Der Bücherbär: Nein, ich geh nicht mit, ich kenn dich nicht! Illustrationen von Sonja Egger. Arena Verlag, 2007. ISBN 978-3-401-09152-5.
- Der Bücherbär: Lesezauber in der Schule: kurze Geschichten zum Lesenlernen. Edition Bücherbär, 2007. ISBN 978-3-401-09159-4.
- Der Bücherbär: Drei Wünsche für Milli. Feengeschichten mit Bilder- und Leserätseln. Illustrationen von Uli Waas. Arena Verlag, Würzburg 2008. ISBN 978-3-401-09316-1.
- Der Bücherbär: Pelle auf großer Fahrt: Wikingergeschichten. Illustrationen von Hans-Günther Döring. Arena Verlag, 2008. ISBN 978-3-401-09309-3.
- Der Bücherbär: Drache Drops, die mutige Prinzessin und der Krötenzauber. Illustrationen von Susanne Schulte. Arena Verlag, 2008. ISBN 978-3-401-09326-0.
- Der Bücherbär: Kleines Einhorn Glitzerstern. Illustrationen von Petra Probst. Arena Verlag, 2008. ISBN 978-3-401-09096-2.
- Der Bücherbär: Gut gespukt, Tim Schlotterbein! Gespenstergeschichten. Illustrationen von Silvio Neuendorf. Arena Verlag, 2008. ISBN 978-3-401-09327-7.
- Der Bücherbär: Linus und die wilden Seeräuber: Piratengeschichten. Illustrationen von Irmgard Paule. Arena Verlag, 2009. ISBN 978-3-401-09432-8.
- Der Bücherbär: Finn entdeckt das weite Meer: Delfingeschichten. Illustrationen von Hans-Günther Döring. Arena Verlag, 2009. ISBN 978-3-401-09426-7.
- Der Bücherbär: Jan und die Superkicker: Fußballgeschichten. Illustrationen von Stephan Pricken. Arena Verlag, 2010. ISBN 978-3-401-09521-9.
- Der Bücherbär: Zack und seine Freunde: Dino-Abenteuergeschichten. Illustrationen von Susanne Schulte. Arena Verlag, 2010. ISBN 978-3-401-09670-4.
- Ich kann schon alleine lesen: Konrad und der Mama-Trick. Illustrationen von Stephanie Stickel. cbj Verlag, 2010. ISBN 978-3-570-13947-9.

#### Schulbücher
- Selber lesen und verstehen: 33 Geschichten und Leserätsel. AOL Verlag, 2004. ISBN 3-89111-603-9.
- Sami, das Schlossgespenst: Vorlesebuch. Ernst Klett Verlag, 2008. ISBN 978-3-12-011113-9.

#### Kinderbücher
- Schwalben im Klassenzimmer. Herold Verlag, 1989. ISBN 3-7767-0480-2.
- 52 Zaubertage: Sonntagsgeschichten für ein ganzes Jahr. Illustrationen von Alexandra Hellwagner. Patmos Verlag, 1990. ISBN 3-491-79410-2.
- Katja und die Buchstaben. Anrich Verlag, 1991. ISBN 3-89106-132-3.
- Steffi. Illustrationen von Hans-Günther Döring. Anrich Verlag, 1993. ISBN 3-89106-174-9.
- Kinderzimmerkrach. Illustrationen von Ulrike Baier. Ellermann Verlag, 1993. ISBN 3-7707-3006-2.
- Küssen verboten. Illustrationen von Hans-Günther Döring. Anrich Verlag, 1994. ISBN 3-89106-194-3.
- Aus für Tobias. Illustrationen von Alexander Schütz. Ellermann Verlag, 1994. ISBN 3-7707-3015-1.
- Der Ferienfeind. Illustrationen von Anette Bley. Ellermann Verlag, 1995. ISBN 3-7707-3026-7.
- Andy Bärchen Eisenmann. Illustrationen von Hans-Günther Döring. Anrich Verlag, 1995. ISBN 3-89106-235-4.
- Ein Turbofahrrad für Tintin. Illustrationen von Stephan Baumann. Ellermann Verlag, 1996. ISBN 3-7707-3033-X.
- Schneewittchen und der Power-Prinz. Ellermann Verlag, 1997. ISBN 3-7707-3047-X.
- Verliebt? So'n Quatsch! Anrich Verlag, 1997. ISBN 3-89106-333-4.
- Jan ist nicht zu schlagen! Ellermann Verlag, 1998. ISBN 3-7707-3067-4.
- Luzy und ihre Freunde: die Bildergeschichten – mit vielen Bewegungsspielen für drinnen und draußen (Co-Autorin Sibylle Wanders). Illustrationen von Michael Schober. Patmos Verlag, 1998. ISBN 3-491-38046-4.
- Das kunterbunte Nilpferd: Anne heckt was aus. Egmont Schneider Verlag, 2000. ISBN 3-505-11366-2.
- Alles ganz geheim. Ellermann Verlag, 2000. ISBN 3-7707-3089-5.
- Doppelpass und Limonade. Illustrationen von Silvio Neuendorf. Arena Verlag, 2000. ISBN 3-401-05058-3.
- So ein Tag, so wunderschön ... Illustrationen von Philip Waechter. Ellermann Verlag, 2001. ISBN 3-7707-3130-1.
- Geschichtenspaß für 3 Minuten. Illustrationen von Susanne Schulte. Edition Bücherbär im Arena Verlag, 2001. ISBN 3-401-07948-4.
- Das kunterbunte Nilpferd: Zwei Mädchen auf heißer Spur. Illustrationen von Iris Hardt. Egmont Schneider Verlag, 2002. ISBN 3-505-11718-8.
- Tobias bleibt am Ball. Ellermann Verlag, 2002. ISBN 3-7707-3152-2.
- Leseratten: Benni macht sein Spiel. Illustrationen von Heribert Schulmeyer. Klopp Verlag, 2002. ISBN 3-7817-2403-4.
- Kleine Geschwister-Geschichten zum Vorlesen. Illustrationen von Susanne Schulte. Ellermann Verlag, 2003. ISBN 3-7707-3330-4.
- Die Klassenprinzessin. Illustrationen von Dorothea Tust. Omnibus Verlag, 2005. ISBN 3-570-21544-X.
- Das Schulhof-Geheimnis. Illustrationen von Manfred Tophoven. cbj Verlag, 2005. ISBN 3-570-13026-6.
- Tobias lässt nicht locker. Omnibus Verlag, 2006. ISBN 978-3-570-21635-4.
- Kim, Lisa und der Klassenzimmer-Rap. Illustrationen von Irmgard Paule. cbj Verlag, 2007. ISBN 978-3-570-13243-2.
- Die verflixte Klassenfahrt. Zwei Schulgeschichten in einem Band (Co-Autor Manfred Mai). Omnibus Verlag, 2008. ISBN 978-3-570-21905-8.

#### Die Teufelskicker-Reihe

Logo der Teufelskicker

Illustrationen von Betina Gotzen-Beek oder von Alexander Bux
- Moritz macht das Spiel (Band 1). Illustrationen von Alexander Bux. cbj Verlag, 2012. ISBN 978-3-570-15469-4. (DE: Gold (Kids-Award))[3]
- Moritz macht das Spiel (Band 1). cbj Verlag, 2005. ISBN 978-3-570-13000-1.
- Eine knallharte Saison (Band 2). cbj Verlag, 2005. ISBN 978-3-570-13001-8. (DE: Gold (Kids-Award))
- Holt euch den Cup! (Band 3). cbj Verlag, 2006. ISBN 978-3-570-13002-5. (DE: Gold (Kids-Award))
- Stürmer gesucht (Band 4). cbj Verlag, 2006. ISBN 978-3-570-13003-2.
- Torschuss mit Folgen (Band 5). cbj Verlag, 2006. ISBN 978-3-570-13004-9.
- Ein unheimlich starker Gegner (Band 6). cbj Verlag, 2006. ISBN 978-3-570-13005-6.
- Talent gesichtet (Band 7). cbj Verlag, 2007. ISBN 978-3-570-13006-3.
- Pokal in Gefahr (Band 8). cbj Verlag, 2007. ISBN 978-3-570-13007-0.
- Sieg um jeden Preis (Band 9). cbj Verlag, 2008. ISBN 978-3-570-13008-7.
- Falsches Spiel im Turnier (Band 10). cbj Verlag, 2008. ISBN 978-3-570-13009-4.
- Verpasste Chance (Band 11). cbj Verlag, 2009. ISBN 978-3-570-13647-8.
- Moritz startet durch (Band 12). cbj Verlag, 2010. ISBN 978-3-570-13700-0.
- Der Super-Coach (Band 13). Illustrationen von Alexander Bux. cbj Verlag, 2011. ISBN 978-3-570-13961-5.
- Catrina bleibt am Ball (Band 14). Illustrationen von Alexander Bux. cbj Verlag, 2012. ISBN 978-3-570-15446-5.
- Eigentor für Moritz (Band 15). Illustrationen von Alexander Bux. cbj Verlag, 2013. ISBN 978-3-570-15636-0.
- Ein Weltmeister fällt nicht vom Himmel (Band 16). Illustrationen von Alexander Bux. cbj Verlag, 2014. ISBN 978-3-570-15826-5.

Seit 2005 wird die Buchreihe unter der Regie von Thomas Karallus auch als Hörspiel umgesetzt (siehe: Teufelskicker (Hörspiel)). Neben Originalgeschichten werden auch Inhalte vertont, die nicht von der Autorin selbst stammen. Die Serie entsteht im Hamburger Studio Fährhauston und erscheint auf dem Hörspiel-Label Europa.

## Verfilmungen
- Teufelskicker. Kinopremiere in Deutschland am 11. März 2010.